# John Waite
John Charles Waite (* 4. července 1952, Lancaster, Lancashire, Anglie) je anglický rockový zpěvák a hudebník. Byl zpěvák skupin The Babys a Bad English. Na debutovém albu "Ignition" z roku 1982 spolupracoval s českým kytaristou a baskytaristou Ivanem Králem.

## Diskografie

### Studiová alba
| 1982             | Ignition - Label: Chrysalis Records                   | —  | —  | 68 |                            |
| 1984             | No Brakes - Label: EMI                                | 64 | —  | 10 | - US: Gold - CAN: Platinum |
| 1985             | Mask of Smiles - Label: EMI                           | —  | —  | 36 |                            |
| 1987             | Rovers Return - Label: EMI                            | —  | 28 | 77 |                            |
| 1995             | Temple Bar - Label: Imago Records                     | —  | —  | —  |                            |
| 1997             | When You Were Mine - Label: Mercury Records           | —  | —  | —  |                            |
| 2001             | Figure in a Landscape - Label: One Way Records        | —  | —  | —  |                            |
| 2004             | The Hard Way - Label: No Brakes                       | —  | —  | —  |                            |
| 2007             | Downtown: Journey of a Heart - Label: Rounder Records | —  | —  | —  |                            |
| 2011             | Rough & Tumble - Label: Frontiers Records             | —  | —  | —  |                            |
| "—"neumístili se |                                                       |    |    |    |                            |

### Živá alba
| Rok  | Album              | Vydavatel |
| ---- | ------------------ | --------- |
| 2001 | Live & Rare Tracks | One Way   |
| 2010 | In Real Time       | Sony      |

### Kompilace
| Rok  | Album                    | Vydavatel |
| ---- | ------------------------ | --------- |
| 1992 | The Essential John Waite | Chrysalis |
| 1996 | Complete                 | Capitol   |